# Natasha Aguilar
Natasha Aguilar, właśc. Natalia Irina Aguilar Komissarova (ur. 2 czerwca 1970 w San José, zm. 1 stycznia 2016 tamże) – kostarykańska pływaczka.

## Życiorys
Specjalizowała się w pływaniu stylem dowolnym. Podczas Igrzysk Panamerykańskich w 1987 zdobyła srebro na dystansie 4 × 200 metrów stylem dowolnym i brąz na dystansie 4 × 100 metrów stylem dowolnym. Wzięła udział w igrzyskach olimpijskich w 1988 w Seulu.
Zmarła 1 stycznia 2016 na skutek udaru mózgu. Została pochowana na cmentarzu La Piedad en Desamparados.